# The Nightmare Before Christmas: Original Motion Picture Soundtrack
The Nightmare Before Christmas: Original Motion Picture Soundtrack è il titolo della colonna sonora del film The Nightmare Before Christmas. Composta da Danny Elfman, la colonna sonora è stata nominata per i Golden Globe del 1993 come miglior colonna sonora.
La versione italiana della colonna sonora di The Nightmare Before Christmas per le parti di Jack è stata eseguita da Renato Zero. I testi italiani delle canzoni (tranne quelle di Jack che sono di Carla Vistarini) e la direzione musicale sono a cura di Ermavilo.

## Tracce
1. "Overture" - 1:48
2. "Introduzione" - Narrazione di Silvio Spaccesi - 0:57
3. "Questo è Halloween" - I Cittadini di Halloween - 3:16
4. "Re del Blu, Re del Mai" - Renato Zero - 3:14
5. "Dottor Finkelstein" - 2:36
6. "Cos'è" - Renato Zero - 3:05
7. "Assemblea Cittadina" - Renato Zero e il Cast - 2:56
8. "Jack e Sally" - 5:17
9. "L'ossessione di Jack - Renato Zero e il Cast - 2:46
10. "Il Rapimento di Babbo Nachele" - 3:02
11. "Far Natale" - Renato Zero e i Cittadini di Halloween - 3:57
12. "Il Prigioniero" - 3:04
13. "Mister Bau Bau" - Andrea Surdi e Silvio Spaccesi - 3:17
14. "La Canzone di Sally" - Marjorie Biondo - 1:47
15. "La Vigilia di Natale" - 4:43
16. "Povero Jack" - Renato Zero - 2:31
17. "La Liberazione di Babbo Nachele" - 3:38
18. "Finale (Reprise)" - Renato Zero e i Cittadini di Halloween - 2:44
19. "Chiusura" - 1:26
20. "Tema finale" - 5:05